# Carl Gravenhorst (Zoologe)

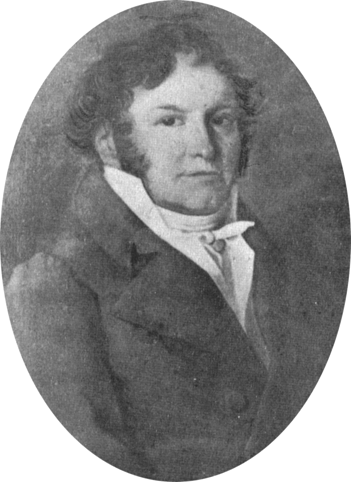
Carl Gravenhorst

Johann Ludwig Christian Carl Gravenhorst (* 14. November 1777 in Braunschweig; † 14. Januar 1857 in Breslau) war ein deutscher Zoologe und Hochschullehrer.

## Leben und Werk
Als Sohn eines wohlhabenden Braunschweiger Bier- und Essigbrauers, erbte er früh das väterliche Vermögen, das ihn aller finanziellen Sorgen für den Rest seines Lebens enthob.
Beim Schulbesuch am Katharineum und am Collegium Carolinum in Braunschweig lernte Gravenhorst Johann Christian Ludwig Hellwig und August Wilhelm Knoch kennen, die ihn früh für die Biologie begeistern konnten.
Ab 1797 studierte er zunächst Rechtswissenschaft an der Universität Helmstedt, wechselte dann jedoch 1799 das Studienfach und studierte fortan Naturwissenschaften mit Johann Karl Wilhelm Illiger an der Georg-August-Universität Göttingen. 1801 promovierte Gravenhorst in Helmstedt mit einer Arbeit zur Entomologie. 1804 habilitierte er sich in Göttingen für Naturgeschichte und Zoologie. 1808 wurde er zum a.o. Professor ernannt.
1810 ging er als o. Professor für Naturgeschichte an die Brandenburgische Universität Frankfurt. Als sie 1811 nach dem Frieden von Tilsit von Frankfurt (Oder) nach Breslau verlegt wurde, zog er ebenfalls in die Hauptstadt der Provinz Schlesien. Indem er 1814 seine bedeutende private Sammlung der Schlesischen Friedrich-Wilhelms-Universität 1814 stiftete, begründete er das Zoologische Museum Breslau. 1828/29 war er Rektor der Universität. Im Jahr 1818 wurde Gravenhorst zum Mitglied der Leopoldina gewählt.
In Göttingen Zeit beschäftigte er sich mit Kurzflüglern (Staphylinidae), in Breslau mit Schlupfwespen (Ichneumonidae). Gravenhorst wurde als beschreibender Systematiker bekannt. Er ist Erstbeschreiber von fast 900 Tierarten, so zum Beispiel dem Sardischen Gebirgsmolch. Das Kürzel für seinen Namen beim Autorenzitat ist „Gravenhorst“.

## Schriften (Auswahl)
- Dissertatio sistens conspectvm historiae entomologiae imprimis systematvm entomologieorvm. (= Dissertation, Universität Helmstedt). C. G. Fleckeisen, Helmstedt 1801, OCLC 71028239.
- Coleoptera microptera Brunsvicensia. Reichard, Braunschweig 1802, OCLC 256348822 (online).
- Monographia Coleopterorum Micropterorum. Heinrich Dietrich, Göttingen 1806, OCLC 717268542.
- Vergleichende Übersicht des Linneischen und einiger neuern zoologischen Systeme. Göttingen 1807, OCLC 191986515.